# لويس يونغ (لاعب كرة قدم أسترالية)
لويس يونغ (بالإنجليزية: Lewis Young)‏ هو لاعب كرة قدم أسترالية أسترالي، ولد في 20 ديسمبر 1998.

## وصلات خارجية
- لويس يونغ على موقع AustralianFootball.com (الإنجليزية)
- لويس يونغ على موقع AFLtables.com (الإنجليزية)